# Leopoldl
Der Leopoldl ist eine stehende Rolle und komische Figur des Alt-Wiener Volkstheaters, die der österreichische Schauspieler und Bühnenautor Joseph Karl Huber (auch Leopoldl-Huber genannt, 1726–1760) um 1745 geschaffen hat. Huber gehörte zur Wanderbühne des Johann Joseph Felix von Kurz.
Laut Theater-Lexikon von 1841 handelt es sich beim Leopoldl um einen Charakter „in extemporirten Stücken“, also noch um eine Figur des Stegreiftheaters in der Tradition der Commedia dell’arte, die durch die Literarisierung des Wiener Theaters unter Joseph von Sonnenfels Ende des 18. Jahrhunderts unterbunden wurde.